# Deutzia yaeyamensis
Deutzia yaeyamensis är en hortensiaväxtart som beskrevs av Jisaburo Ohwi. Deutzia yaeyamensis ingår i släktet deutzior, och familjen hortensiaväxter. Inga underarter finns listade i Catalogue of Life.